# 안토니오 사바토 주니어
안토니오 사바토 주니어(Antonio Sabàto, Jr., 1972년 2월 29일 ~ )는 로마 출신 미국의 배우 및 모델이다. 1996년 미국 시민권을 획득하였다.
1989년에는 해외 유명 팝가수 'Janet Jackson' 의 뮤직비디오 'Love Will Never Do (Without You)'에도 출연했었다.

## 출연 작품
영화*
- 주연
  - 윌로우 성의 비밀 (1995) [tv영화]
  - 볼티지 (1997)
  - 카오스 팩터 (2000)
  - The Base 2: Guilty as Charged (대한민국용 제목 '베이스헌터') (2000) [tv영화]
  - 샤크헌터 (2001)
  - 하이퍼 소닉 (2002) [tv영화]
  - Operation Wolberine Seconds to Spare (대한민국용 제목 '파이널 언더씨즈') (2002) [tv영화]

- 출연
  - 도우터 (1993) [tv영화]
  - 빅 히트 (1998)
  - 마인드 스톰 (2001)
  - 사랑은 언제나 좋아 (2001)